# Hoa hậu Thế giới Kenya
Hoa hậu Thế giới Kenya là cuộc thi sắc đẹp cấp quốc gia tìm đại diện cho cuộc thi Hoa hậu Thế giới

## Lịch sử
Vào năm 2005,cuộc thi Hoa hậu Thế giới Kenya được tổ chức 

## Trước năm 2005
Color key
- Declared as Winner
- Ended as runner-up
- Ended as one of the finalists or semifinalists

| Year | Miss World Kenya          | Placement         |
| 1960 | Jasmine Batty             |                   |
| 1967 | Zipporah Mbugua           |                   |
| 1968 | Josephine Moikobu         |                   |
| 1984 | Khadija Adam Ismail       | Top 15            |
| 1985 | Jacqueline Mary Thom      |                   |
| 1986 | Patricia Maingi           |                   |
| 1988 | Dianna Naylor             | Nữ hoàng châu Phi |
| 1989 | Grace Chabari             |                   |
| 1990 | Aisha Wawira Lieberg      | Nữ hoàng châu Phi |
| 1991 | Nkirote Karimi M'Mbijjiwe |                   |
| 1994 | Josephine Wanjiku Mbatia  |                   |
| 1996 | Pritpal Kulwant Dhamu     |                   |
| 1999 | Esther Muthee             |                   |
| 2001 | Daniella Kimaru           |                   |
| 2002 | Marianne Nyambura Kariuki |                   |
| 2003 | Janet Muthoni Kibugu      |                   |
| 2004 | Juliet Atieno Ocheng      |                   |

## Từ năm 2005 đến nay
Color key
- Declared as Winner
- Ended as runner-up
- Ended as one of the finalists or semifinalists

| Year | Miss World Kenya           | Placement                                                |
| 2005 | Cecilia Murugi Mwangi      |                                                          |
| 2006 | Khadijah Shamillah Kiptoo  |                                                          |
| 2007 | Catherine Wangari Wainaina |                                                          |
| 2008 | Ruth Nyambura Kinuthia     |                                                          |
| 2009 | Fiona Yiasi Konchellah     |                                                          |
| 2010 | Natasha Metto              | Top 25, Hoa hậu Nhân ái                                  |
| 2011 | Catherine Susan Anyango    |                                                          |
| 2012 | Shamim Fauz Ali            | Top 15, Hoa hậu Nhân ái (Top 10)                         |
| 2013 | Sherry Wangui Gitonga      |                                                          |
| 2014 | Idah Nguma                 | Top 11, Hoa hậu Nhân ái, Hoa hậu Bãi biển (Top 5)        |
| 2015 | Charity Mwangi             | Miss World Sport (Top 24)                                |
| 2016 | Roshanara Ebrahim          | Dethroned                                                |
| 2016 | Evelyn Njambi              | Top 5, Hoa hậu Nhân ái (Top 5),Hoa hậu Người mẫu (Top 5) |